# Антиратни студентски протести 1992. године
Антиратни карактер студентских протеста 1992. године је важно нагласити. Студентски протести су почели су као реакција на учестале мобилизације младих, увођење економских санкција Југославији (30. маја) и из жеље да се обележи годишњица студентских протеста, познатијих као Плишана револуција 10. марта 1991. године. Централни догађај протеста био је 15. јун када се на Студентском тргу испред зграде Ректората Београдског Универзитета окупило преко 10.000 студената и грађана који су их подржали. Протести су трајали до краја лета и садржали су десетине антиратних порука. Протест је привремено прекинут уз најаву да ће се наставити почетком следећег семестра.  

## Организациони одбор Студентског протеста
Организационог одбора Студентског протеста у пуном саставу је био: Млађан Ђорђевић и Александар Вранић (Факултет политичких наука), Милан Ристић и Зоран Поповић (Електротехничкки факултет), Саша Марјановић (Природно-математички факултет), Влатко Секуловић и Олга Кавран (Правни факултет), Младен Дурић (Богословски факултет, данас Епископ Дизелдорфски и њемачки Григорије), Милан Јовановић (Факултет драмских уметности).  Драган Ђилас који је у то време био званични представник студената на Београдском универзитету односно студент проректор, није био део Организационог одбора. У протест се укључио касније на друге начине.  

## Говори

### Први захтеви
Захтеве студената прочитала је 10. јуна 1992. године, испред Правног факултета пред 5.000 људи, Снежана Рајшић, студенткиња продеканка Правног факултета: 
1. Распуштање народне скупштине и владе Републике Србије зато што је водила крајње некомпетентну и неуспелу политику и тиме директно изневерила народ који представља
2. Оставка председника Слободана Милошевића као главног и одговорног за ове политике
3. Формирање Владе националног спаса од најумнијих и најспособнијих грађана Србије
4. Расписивање вишестраначких избора за уставотворну скупштину од стране Владе националног спаса

Окупљенима се обратио у професор Оливер Антић који је прочитао оно што је Универзитет у Београду усвојио на научно наставном већу, рекавши да ови захтеви нису битно различити ни од захтева студената других институција. Прочитао је прву тезу:
Универзитет тражи да се хитно образује привремена концентрациона влада Србије, састављена од најугледнијх и најкомпетентнијих стручњака и личности од несумњивог моралног инзтергритета без обзира на политичка убеђења и страначку преданост.
Студенти су професора извиждали тражећи оставке на Универзитету. После мањег инцидента који је изазвао убачени елемент - човек са дететом који је насрнуо на стране новинаре, студенти су се мирно разишли на састанке о усклађивању захтева и припреми за штрајк и обуставу наставе, најављену за 15. јун па до испуњења захтева. 

### Званични захтеви
На почетку главног протеста 15. јуна 1992. године на Студенстком тргу пред више од 10.000 људи, представник студената Млађан Ђорђевић са Факултета политичких наука је позвао окупљене студенте да минутом ћутања одају пошту свим жртвама рата. Прочитан је проглас студената Универзитета у Београду. 
”Ситуација у којој се тренутно налазимо не дозвољава нам да будемо и даље неми посматрачи догађаја који доводе у питање и саму егзистенцију грађана Србије.  Ми, студенти Београда, морамо коначно преузети одговорност за своју будућност и учинити оно што се од нас очекује. Према нама се у овом тренутку примењују драстичне санкције, а изолација се већ осећа и онемогућава нормалан живот и рад. Крајње је време да прихватимо ситуацију у којој се налазимо и покушамо да пронађемо излаз из ње уместо што затварамо очи и скрштених руку чекамо неко још горе сутра. Садашња власт је подбацила на сваком плану и на политичком и на економском и на војном. Заправо, нема области у којој је ова власт направила позитивну промену. Као врхунац њеног неуспеха, дошле су санкције и осуда Србије од стране целог света. Србија је изгубила углед, понос и достојанство. Ако се овако настави, ми, грађани Сбије долазимо у ситуацију да будемо на стубу срама. Да би то спречили, наши представници морају бити људи који уживају поверење како код нас тако и у свету. Стога, захтевамо да се одмах изврши следеће:
1. Распуштање народне скупштине и владе Републике Србије од стране председника Србије због тога што је водила крајње некомпетентну и неуспелу политику и тиме директно изневерила народ који представља
2. Оставка председника Слободана Милошевића као главног и одговорног за ове политике
3. Формирање Владе националног спаса од најумнијих и најбољих грађана Србије који ће својим угледом у земљи и свету вратити Србији место које јој с правом припада у светској заједници и спречити крвопролиће, разједињење самог српског народа, било какав облик реваншизма и шовинизма
4. Расписивање вишестраначких избора за уставотворну скупштину од стране Владе националног спаса

Такође, сматрамо да је сваки академски рад апсолутно немогућ у оваквим условима када је обустављена сарадња и контакт са целим светом и када живимо под притиском ратне психозе. Универзит одмах ступи у штрајк до испуњења наших захтева.”

### Обраћања и подршка
Прочитан је и Проглас научника за спас Србије, а подршку студентима исказали су 60 академика САНУ, Српска православна црква, Удружење привредника, Удружење драмских уметника, Научни институти Београда, већима професора Београдског универзитета и принц престолонаследник Александар Карађорђевић. Студенте су подржали Борислав Михаиловић Михиз и Мића Поповић. Студентима се обратио Милан Васиљевић са Богословског факултета. Заказана је блокада факултета око Студенстког трга и обраћања угледних личности на факултетима. Одлучено је да се штрајк до испуњења захтева настави.
Студентима се обратио Милан Пауновић, професор Међународног права на Правном факултету и говорио је о Резолуцији УН којом су уведене санкције. Амфилохије Радовић је са принцезом Карађорђевић и студентима певао песму Ко удара тако позно од Војислава Илића у амфитеатру Филозофског факултета. Борка Павићевић је цитирала Споменик слободе Албера Камија позивајући студенте да се залажу за интернационалност и космополитизам, подсећајући да је Београд вишенационална средина и да је су београдски студенти добили поздрав из Сарајева у коме се каже: ”Боримо се ми за ваш и ви за наш живот, и живот једних с другима”.
Радници и инжењери подржали су студенте, међу њима и Александар Краус директор фабрике прецизног лива из Мионице, и секретар Удружења менаџера Србије које је подржало протест, пресудно због погубног утицаја санкција на економију у Србији. Студенте су подржали студенти из Хрватске и Словеније, те су замољени да се не пребројавају по националној основи. Земљорадници из села Шетоња су прочитали своје захтеве, донете на збору грађана:
”Драги наши студенти и професори, у потпуности подржавамо ваше захтеве са жељом да устрајете до краја и приволите власт да поднесе оставку. Преварени предизборним обећањима, поверовали смо у мир и просперитет а уместо тога добисмо економску блокаду, опљачкане штедише хиперинфлацију стотине хиљада избеглица, хиљаде инвалида, хиљаде мртвих. Живимо у тоталном безнађу, грађански рат нам је пред вратима и могућа војна интервенција а све ово захваљујући властима и председнику Републике који вуче народ у понор, па бисмо му поручили - Господине Милошевићу, ми вам више не верујемо, ви немате саговорника у свету и као такав ви не можете бити Србији од користи, зато идите. Уосталом, ниједан народ није пропао кад неки председник поднесе оставку па нећемо ни ми.”
Студентски протест су подржали адвокати Београда, у свакој тачки и понудили су правну помоћ студентима. Студенти су се уписивали у књигу утисака. Пољоприивредници из целе Србије (Голобок, Смедеревска Паланка, Колари, Добри До, Шетоње...) доносили су помоћ у храни и новцу за студенте.  

### Студентска дешавања
Организовано је добровољно давање крви на Филозофском факултету. Организовано је учење у току штрајка. Студенти ЕТФ су давали консултације из математике, а Организациони одбор Саобраћајног факултета и учење и консултације, такође на Филозофском факултету, одржавани су циклуси предавања из Историје уметности која је држао проф. Бодин Вуксан. Сваки дан од 19 часова организована је женска радионица и археолошка радионица. Сваког дана у 21 час емитовао се Дневник, Универзитетске телевизије (УТВ у организацији студената ФДУ на којој су радили Срдан Голубовић, Тања Марковић и други). Инфо собе за прес, радио индекс и видео центар, али и хитну помоћ, обезбеђење и психолошке радионице и студентски рачунарски центар (ШТРЦ) били су истакнути у холу. Организоване су изложбе фотографија и карикатура.